# Villedieu-le-Château
Villedieu-le-Château település Franciaországban, Loir-et-Cher megyében. Lakosainak száma 384 fő (2022. január 1.). Villedieu-le-Château Chemillé-sur-Dême, Épeigné-sur-Dême, Montrouveau, Beaumont-sur-Dême, La Chartre-sur-le-Loir és Vallée-de-Ronsard községekkel határos.

## Népesség
A település népessége az elmúlt években az alábbi módon változott:
| Lakosok száma | 719  | 553  | 462  | 410  | 406  | 408  | 414  | 397  | 390  | 384  |
|               | 1968 | 1982 | 1990 | 2006 | 2013 | 2015 | 2017 | 2019 | 2020 | 2022 |